# Melhus
Melhus är en tätort i Norge, centralort i Melhus kommun i Trøndelag fylke.